# Altopiano Atherton

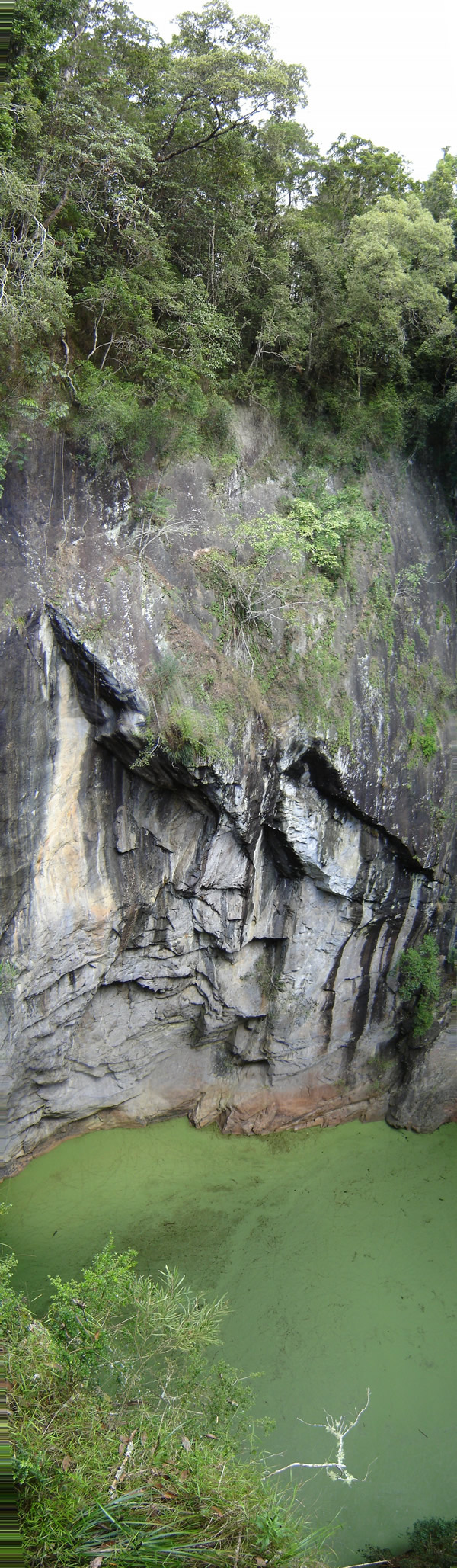
Il monte Hypipamee Crater sull'altopiano Atherton.

L'altopiano Atherton è una fertile pianura in altura che fa parte della Grande Catena Divisoria in Queensland, Australia. Si trova a sud-sud-ovest all'interno di Cairns. Nonostante sia a latitudini tropicali, la sua posizione in altura le conferisce un clima adeguato all'allevamento dei bovini da latte. Si tratta di un'area pari a circa 32.000 km2 sita ad una quota oscillante tra i 500 e i 1280 metri s.l.m. La fertilità della zona può essere attribuita alle origini vulcaniche del terreno.
Il fiume principale che scorre sull'altopiano è il Barron, il cui corso è stato bloccato da una diga a formare un lago artificiale per l'irrigazione chiamato Tinaroo. IL lago alimenta una piccola centrale idroelettrica chiamata Tinaroo Hydro Power Station, della potenza di 1,6 MW..
Quest'area è una parte del più grande altopiano della provincia del Nord Queensland, a sua volta parte della cordigliera australiana orientale. A sud dell'altopiano si trova la catena Bellenden Ker.

## Storia
L'Atherton fu esplorato dall'europeo J.V. Mulligan nel 1875. Nel 1877, John Atherton si insediò nei pressi della città che oggi porta il suo nome. L'area fu originariamente esplorata per la sua potenziale presenza di depositi di oro e stagno.

### Industria
In origine un pioniere agropastorale, John Atherton, fu il primo a trovare depositi di stagno nel Queensland del Nord. La leggenda locale vuole che il lago Tinaroo debba il suo nome ad Atherton che vedendolo urlò "Tin! Hurroo!". Atherton e i suoi amici, William Jack e John Newell, scoprirono il famoso filone aurifero che divenne il Great Northern Tin Mine. Presto giunse un gran numero di minatori nei campi auriferi di Hodgkinson. La costruzione di una strada attraverso il tavoliere portò ad una corsa secondaria, questa volta di tagliatori di legname, per estrarre l'oro rosso (cedro rosso) della foresta pluviale. Le basi dei tagliatori di cedro rosso si trovavano a Rocky Creek, Pocket Prior, Oonda Swamp (Carrington) e Pocket di Ziggenbein. Anche se lo stagno era uno dei prodotti più importanti dell'altopiano, il legname fu ciò che diede vita alla città di Atherton per l'esistenza di vaste aree di cedro rosso, kauri, acero, fagiolo nero, noce, faggio bianco e quercia rossa tulipano utilizzato per la costruzione delle case.
Prima che la città di Atherton si sviluppasse, nacque una vera e propria chinatown. Un folto gruppo di cinesi si era trasferito da Palmer River verso la zona di Atherton, dove i grandi alberi per il legname erano stati abbattuti per far posto all'agricoltura. I cinesi furono considerati pionieri dell'agricoltura nel Queensland del nord poiché l'80% della produzione agricola sull'altopiano era prodotta da loro, che giocarono un ruolo fondamentale nello sviluppo dell'insediamento. Dopo l'agricoltura si dedicarono alla produzione dei latticini. Mentre la popolazione della Chinatown andò ad uumentare, iniziarono ad apparire piccoli negozi, vennero scavati dei pozzi per la fornitura idrica, giunsero cuochi, erboristi, medici e mercanti. Le iniziali capanne di paglia grezza vennero sostituite da case in legno massiccio con verande e tetti in lamiera ondulata. Nel 1909, la Chinatown era diventata la più grande concentrazione di cinesi sull'altopiano con una popolazione in 1.100 abitanti. Oggi, il tempio Wang Hou rimane come uno dei pochi ricordi dell'ex popolazione cinese dell'altopiano Atherton.

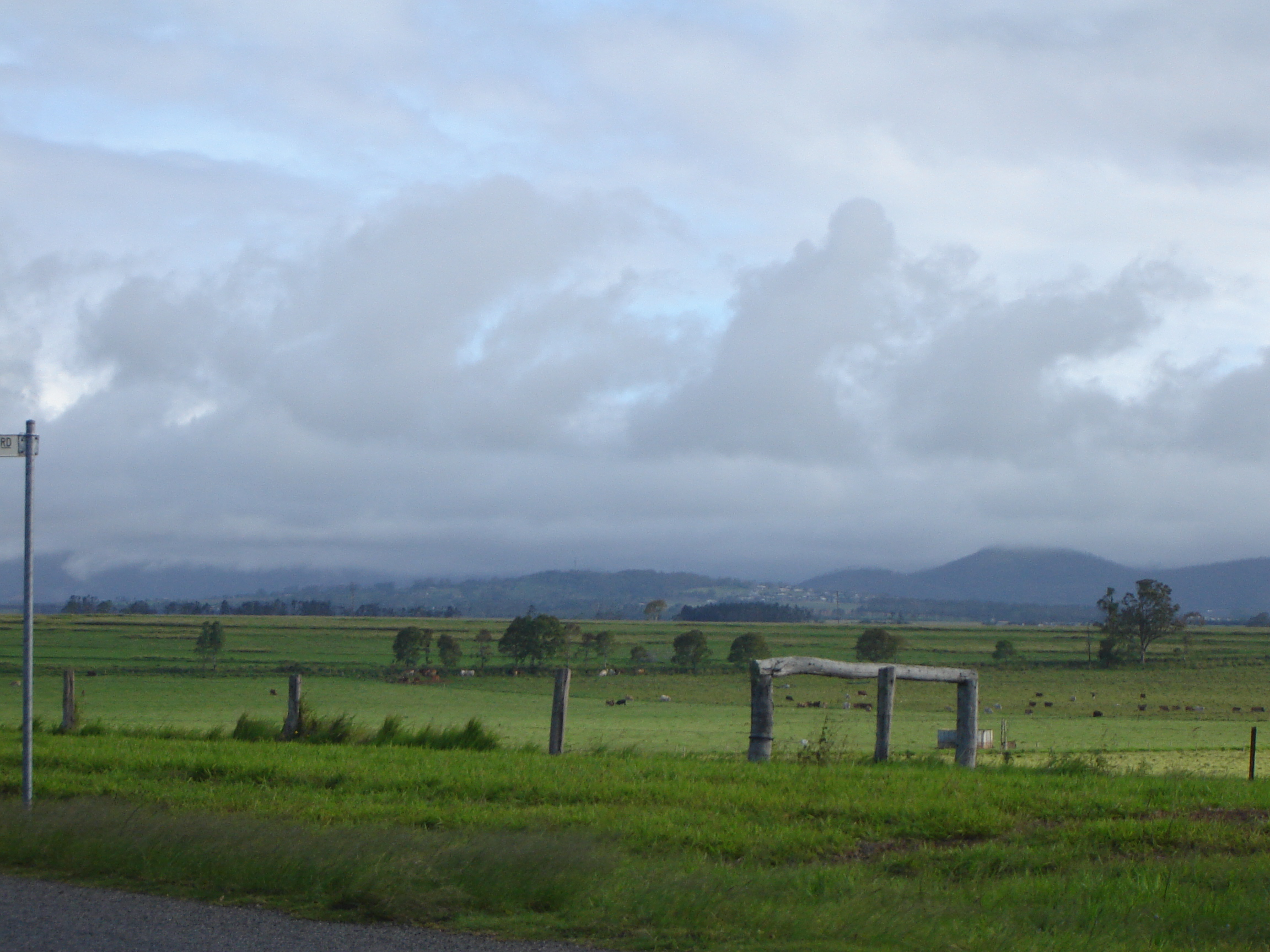
Altopiano Atherton, 2006

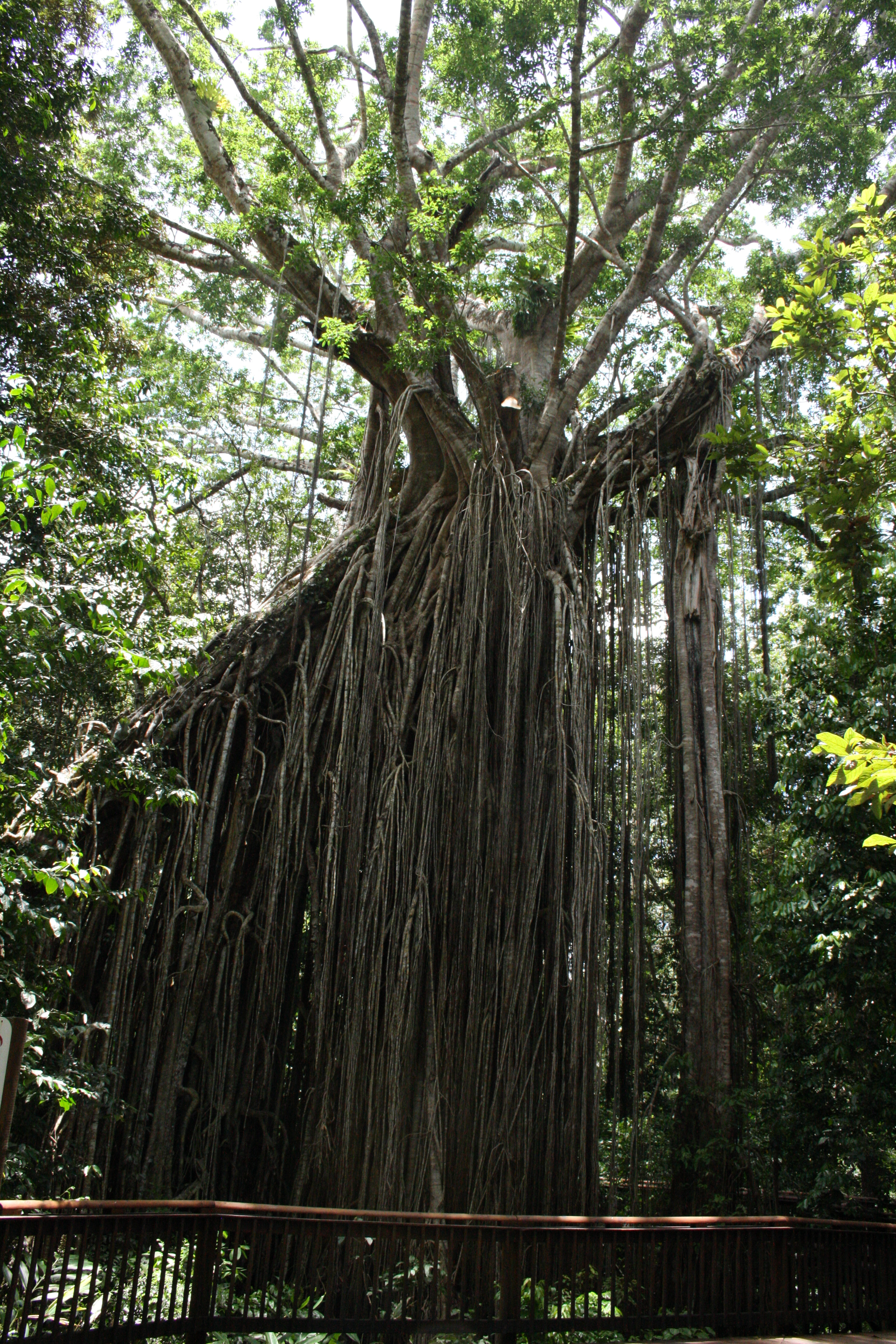
Albero di fico cortina, altopiano Atherton.

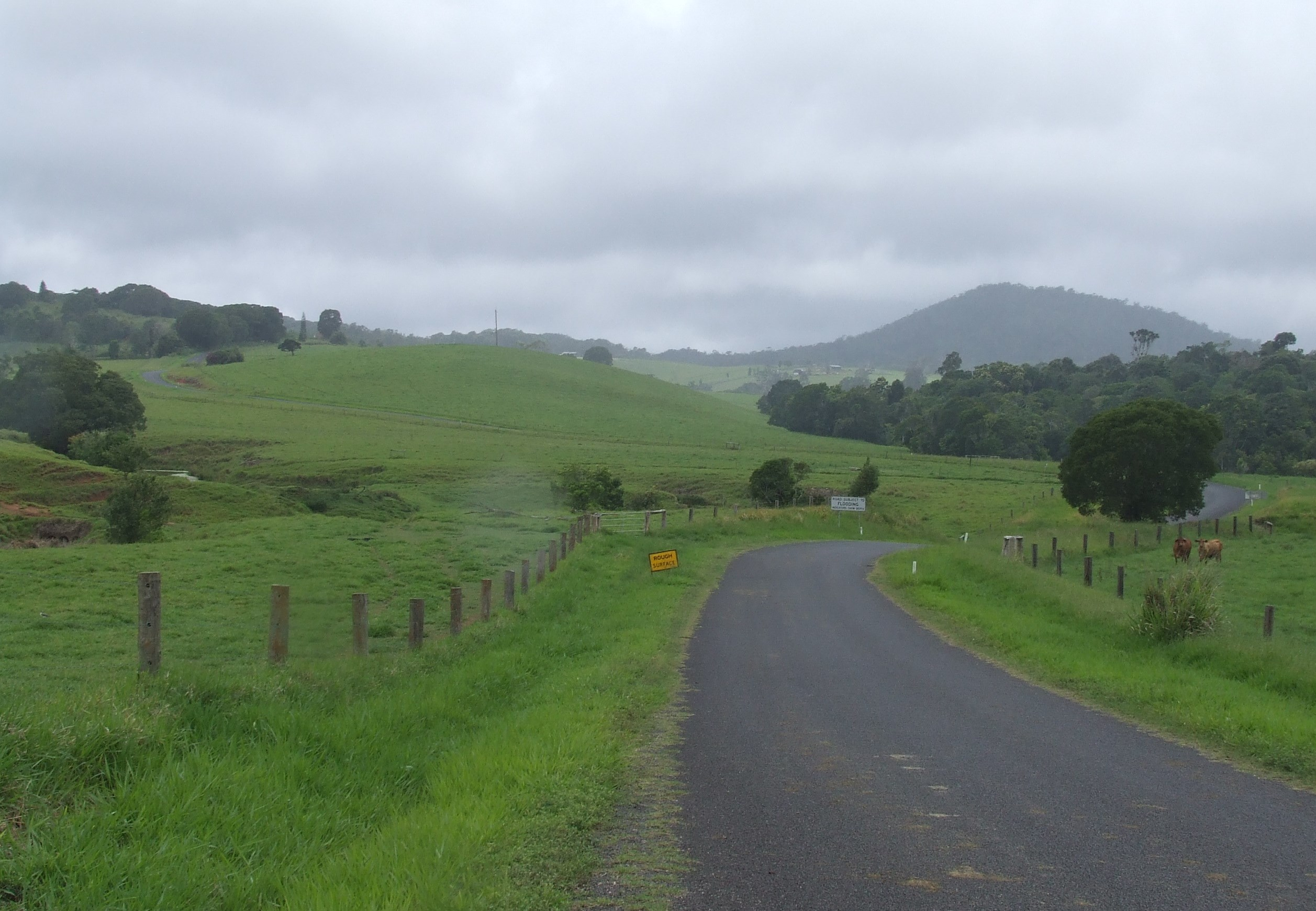
Strada di campagna verso la Cattedrale delle piante di fico nell'altopiano Atherton.

Durante la seconda guerra mondiale, le truppe australiane erano accampate intorno al distretto prima di essere inviate al fronte e poi di nuovo al loro ritorno. Molti soldati sono stati sepolti nel cimitero di guerra di Atherton.
Le colture praticare attorno ad Atherton comprendono banana, canna da zucchero, mais, avocado, fragole, macadamia, mango e citrus. Anche il tabacco veniva coltivato fino all'ottobre 2006 quando la produzione venne vietata dal governo. Anche il pascolo, l'industria casearia e l'allevamento del pollame sono praticati sull'altopiano.

### Turismo
Il turismo contribuisce all'economia dell'altopiano e la diga Tinaroo ne è il punto focale. Yungaburra è divenuta una destinazione turistica con i suoi ristoranti e bed and breakfast.

## Città
Atherton e Mareeba sono le principali città dell'area.

## Ambiente

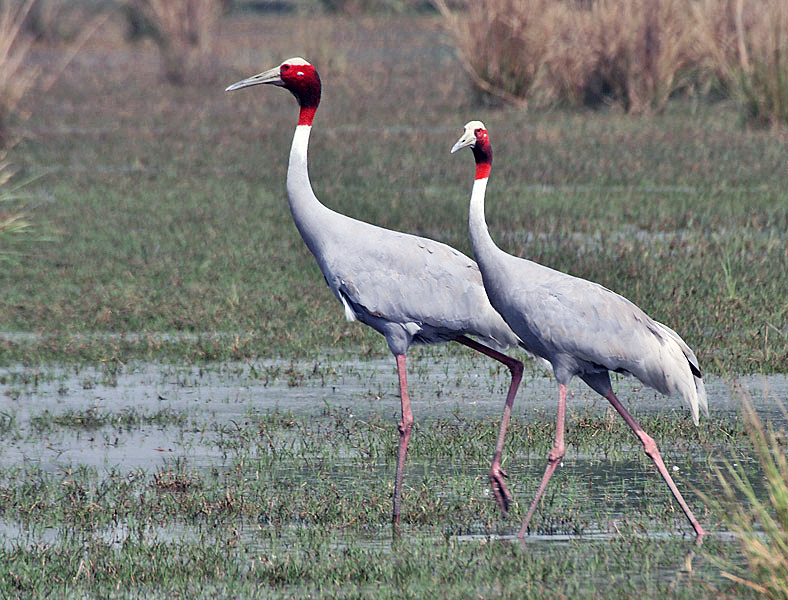
L'area ospita un'importante popolazione di grus antigone

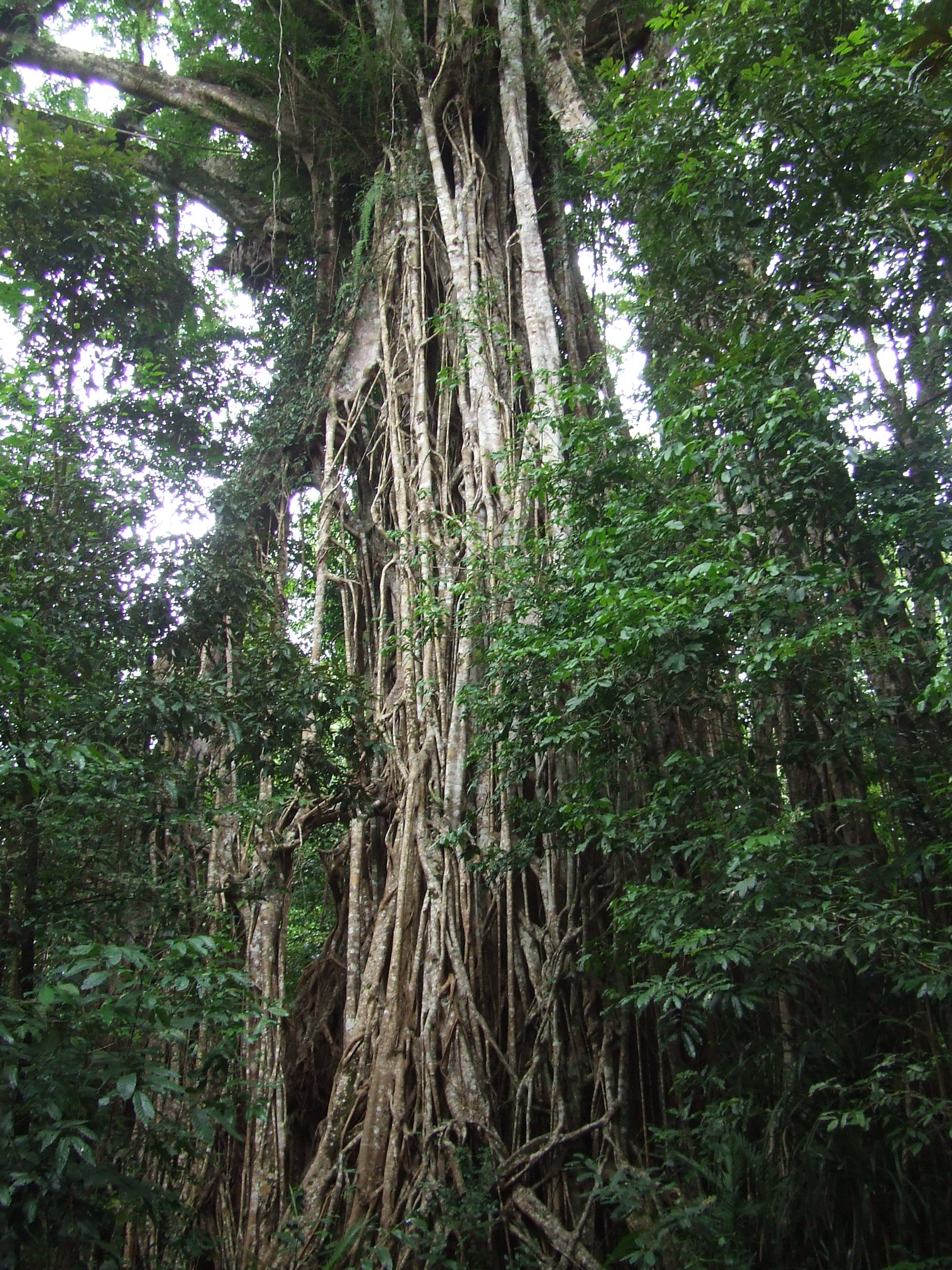
Albero di fico cattedrale vicino al lago Barrine. Non va confuso con il fico cortina di Yungaburra.

L'altopiano contiene diversi piccoli resti di foresta pluviale che un tempo lo ricopriva, molti dei quali sono ora protetti come Parco nazionale ed è classificato dalla BirdLife International come una delle più Important Bird Area dell'Australia, ospitante oltre l'1% della popolazione mondiale della grus antigone e una popolazione significativa di occhione del bush.. Dodici specie di uccelli sono endemiche di quest'area: Atherton scrubwren, Bower's shrikethrush, Bridled honeyeater, Orthonyx spaldingii, Oreoscopus gutturalis, Prionodura newtoniana, Heteromyias cinereifrons, Xanthotis macleayanus, Acanthiza katherina, Arses kaupi, Scenopoeetes dentirostris e Ptiloris victoriae.